# Megasoma hermes
Megasoma hermes es una especie de escarabajo rinoceronte del género Megasoma, tribu Dynastini, familia Scarabaeidae. Fue descrita científicamente por Prandi en 2016.

## Descripción
Mide 68-105 milímetros de longitud.

## Distribución
Se distribuye por Guayana Francesa.